# Schitul Dumbrăvioara

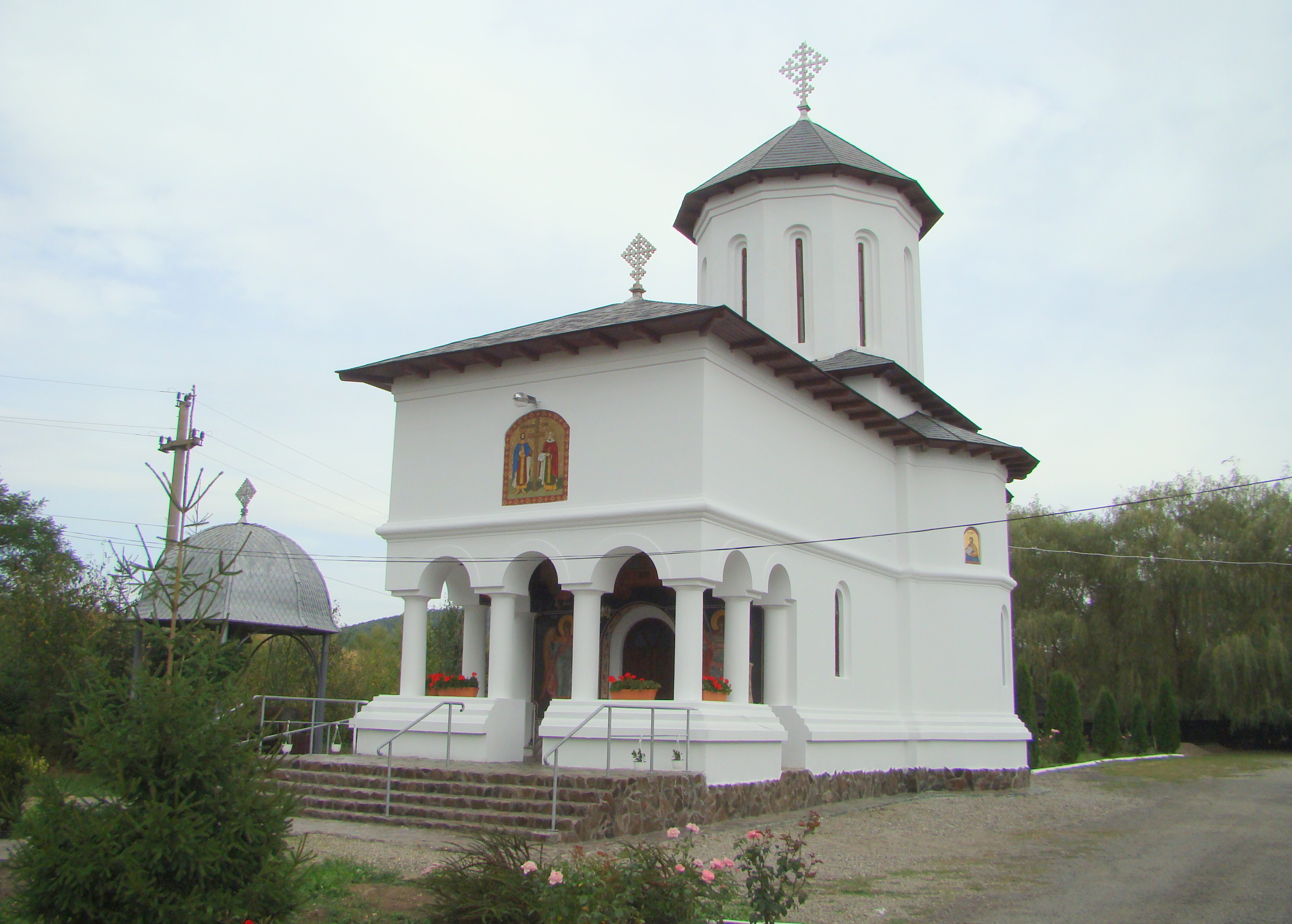
Biserica Sfinții Arhangheli din Dumbrăvioara

Schitul Dumbrăvioara este un este un așezământ monahal ortodox din România situat în satul Dumbrăvioara, Comuna Ernei, Județul Mureș, care aparține de Mănăstirea Toplița.

## Istoric
Schitul Dumbrăvioara a fost înființat în anul 1930 de patriarhul Miron Cristea ca „metoc” al Mănăstirii Toplița. De la început, schitul, a fost înzestrat cu o proprietate agricolă de 32 de iugăre (18,48 hectare).Schitul a continuat sa funcționeze până în anul 1940 când, in urma Dictatului de la Viena, majoritatea călugărilor au fost nevoiți să părăsească forțat schitul, o parte din ei rămânând până în 1948. În anul 1950-1952 pământul a fost naționalizat, iar schitul desființat. În timpul comunismului, actele de proprietate a schitului au fost păstrate cu grijă la Mănăstirea Toplița, până după Revolutia din decembrie 1989. În anul 1993 arhimandrituș Mihail Goia a inițiat demersurile pentru redobândirea dreptului de  proprietate. Acesta a reușit reînființarea schitului pe vechiul amplasament, cu binecuvântarea Episcopiei de Alba Iulia, păstorită de episcopul Andrei Andreicuț.
Prin înființarea Episcopiei Covasnei și Harghitei, cu reședința la Miercurea-Ciuc, în anul 1994, Mănăstirea Toplița a trecut sub jurisdicția acesteia. Schitul Dumbrăvioara, aflându-se în județul Mureș, a rămas în continuare sub autoritatea Episcopiei de Alba Iulia. Având în vedere confuzia creată de dubla jurisdicție asupra schitului, a Mănăstirii Toplița, subordonată Episcopiei Covasnei și Harghitei, și totodată, Episcopiei de Alba Iulia, în 1998, între cele două eparhii s-a semnat un protocol, care prevede subordonarea Schitului Dumbrăvioara aceluiași chiriarh ca și Mănăstirea Toplița, în persoana episcopului Covasnei și Harghitei, Ioan Selejan. Așa se explică de ce, în prezent, deși se află pe teritoriul altei eparhii, Schitul Dumbrăvioara se află în ascultarea canonică a Episcopiei Covasnei și Harghitei.
La 11 mai 2003, episcopul Ioan, a adus o pietricică din grădina Ghetsimani pictată de maicile de la Centrul Eparhial din Miercurea-Ciuc, pe care a îngropat-o pe locul construirii viitorului altar. Cu acest prilej, episcopul Ioan a rânduit ca ocrotitori ai noii biserici pe Sfinții Împărați Constantin și Elena, prăznuiți în ziua de 21 mai. Cu aceasta ocazie s-a început construirea unei noi biserici, cu planul conceput în stilul muntenesc al secolului al XVI-lea, din vremea lui Matei Basarab, biserica făcând astfel notă distinctă printre lăcașurile de cult din Câmpia Transilvaniei, prin turnul decagonal așezat pe naos, vizibil din interior, și prin pridvorul cu arce semirotunde sprijinite pe coloane, ca și prin brâul ornamental ce înconjoară clădirea.

## Starea actuală
În prezent se lucrează la pictarea icoanelor pentru iconostas, lucrare încredințată maicilor de la Mănăstirea Izvorul Mureșului. Se are în vedere, realizarea picturii murale, de asemenea, construirea unui turn-clopotniță, așezat pe axa longitudinală a bisericii și de același stil arhitectonic, care să formeze un ansamblu cu biserica, precum și a unor camere, adiacente acestui turn, destinate cazării pelerinilor.
Obștea Schitului Dumbrăvioara este alcătuită din 4 viețuitori, aflați sub ascultarea Mănăstirii Toplița și sub oblăduirea canonică a Episcopiei Covasnei și Harghitei, iar egumen este protosinghelul Teodosie Colceriu. Slujbele bisericești se desfășoară după rânduiala mănăstirească, se săvârșesc zilnic cele șapte Laude, iar Sfânta Liturghie se oficiază duminica și în zilele de sărbătoare. De asemenea, se oficiază Taina Sfântului Maslu, o dată pe săptămână. Schitul Dumbrăvioara este vizitat de credincioși din Târgu Mureș, Reghin, Rușii Munți, Deda, Fărăgău, precum și din alte localități din zonă.